# Schloss Belgershain

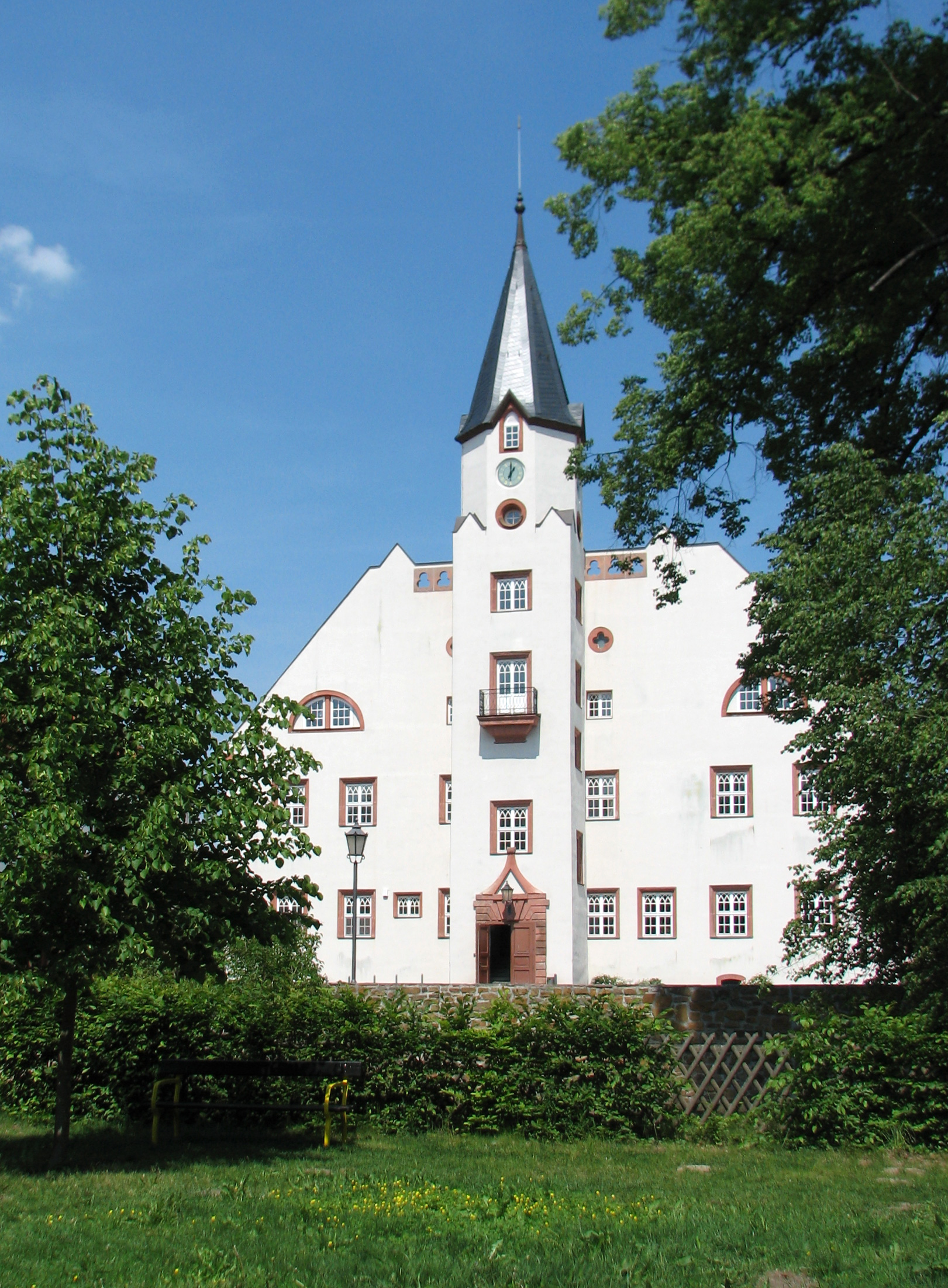
Schloss Belgershain

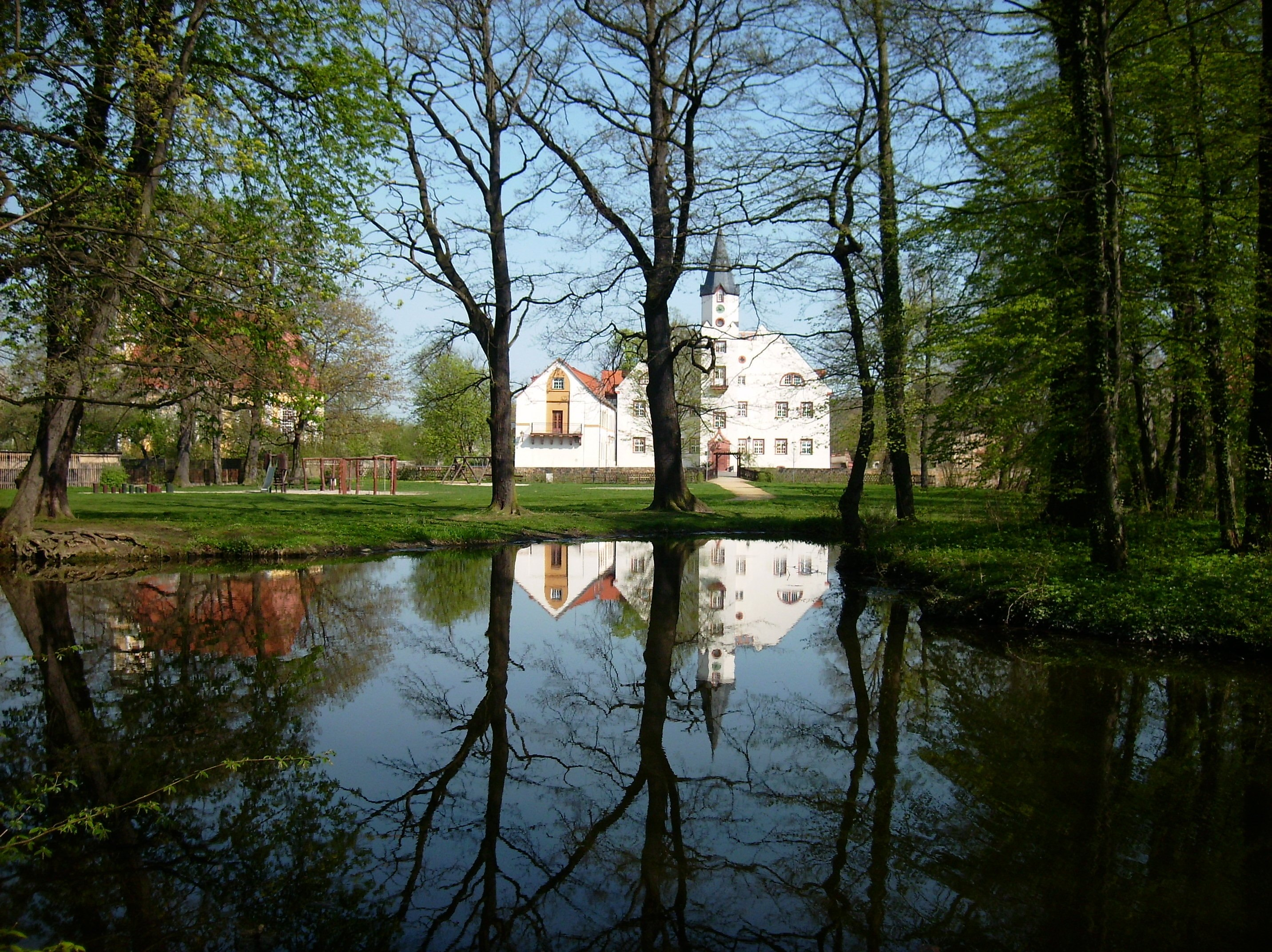
Blick vom Park auf Schloss Belgershain und Kavaliershaus

Schloss Belgershain ist ein aus einer mittelalterlichen Burganlage hervorgegangenes Schloss in der Gemeinde Belgershain im Landkreis Leipzig. Das Schloss befand sich bis 1945 im Besitz verschiedener Adelsfamilien und dient heute als Kulturzentrum des Ortes.

## Geschichte
Schloss Belgershain geht in seinen Grundzügen auf eine im 11./12. Jahrhundert angelegte Sumpfburg zurück, welche von einem Wassergraben umgeben war und dem Schutz der in der Nähe vorbeiführenden Handelsstraße Via Regia Lusatiae Superioris diente. Sie entstand nach 1104 im Auftrag des Markgrafen Wiprecht von Groitzsch. 1330 befand sich diese Burg im Besitz von Heinrich von Trebsen. Später gehörten Burg und Vorwerk u. a. den Burggrafen von Leisnig und der Familie von Pflugk. Ab 1551 war Belgershain Sitz eines Rittergutes und im Besitz wechselnder Adelsfamilien. Bis um 1600 war der Umbau der Burganlage zum Wohnschloss im Wesentlichen abgeschlossen.
Die Innenräume erhielten ihre Gestalt im 17. Jahrhundert. Bemerkenswert ist eine Wendeltreppe sowie eine dahinterliegende Halle mit Kreuzgewölben. Auch die aus Porphyr geschaffenen Türgewände weisen zum Teil noch Renaissanceformen auf. 1792 erwarb die Familie von Uechteritz das Schloss, die das Gebäude Anfang des 19. Jahrhunderts im neogotischen Stil umbauen ließen. 1833 folgte Friedrich von Zehmen als neuer Eigentümer. Dessen Sohn Hanns von Zehmen verkaufte das Anwesen 1852. Ab 1852 befand sich Schloss Belgershain im Besitz der Familie von Schönburg-Waldenburg. Letzter Besitzer war Fürst Günther von Schönburg-Waldenburg (1887–1960), der das Belgershainer Schloss bis 1945 vermietet hatte.
1945 wurde Schloss Belgershain im Zuge der Bodenreform enteignet, von Flüchtlingen bewohnt und sollte gemäß dem SMAD-Befehl Nr. 209 auf Beschluss des Kreistages abgebrochen werden. Der Gemeinderat legte dagegen mit Erfolg Widerspruch ein und nutzte das Gebäude von 1950 bis 1973 als Zentralschule  bzw. Polytechnische Oberschule. Ab 2002 fanden umfangreiche Sanierungsarbeiten an Schloss und Schlossgraben statt.  Heute dient Schloss Belgershain als Kulturzentrum des Ortes und wird u. a. von einem Jugendclub, dem Schulhort (Haus 2), Standesamt und verschiedenen Vereinen genutzt.
Zum Schlossgelände gehört auch ein außerhalb des Grabenringes gelegener Gutshof (heute Schulhort Haus 1 und Kita „Schlossgeister“) aus dem 17. Jahrhundert sowie das um 1730 neben dem Schloss errichtete barocke Kavaliershaus. Ursprünglich war dieses mit dem Schloss durch einen Torbogen mit Übergang verbunden. Heute wird es als Rathaus der Gemeinde genutzt. Im Obergeschoss befindet sich ein Heimatmuseum zur Orts- und Schlossgeschichte.